# Scoring the End of the World
Scoring the End of the World je šesté studiové album americké metalcorové skupiny Motionless in White. Vydáno bylo 10. června 2022 vydavatelstvím Roadrunner Records. Album produkovali Drew Fulk a Justin DeBlieck. Je to první album skupiny, na jehož nahrávání se podíleli bubeník Vinny Mauro a baskytarista Justin Morrow.

## Pozadí alba
Práce na albu byly oznámeny v květnu 2020. Skládání trvalo téměř dva roky. To bylo umocněno pandemií covidu-19.
První ukázky z alba byly představeny v březnu 2022. Odhaleny byly i písně.
Dne 14. dubna skupina vydala singl „Masterpiece“. V květnu vydali singl „Slaughterhouse“.
Album vyšlo 10. června 2022.

## Seznam skladeb
| Pořadí         | Název                                                   | Délka |
| -------------- | ------------------------------------------------------- | ----- |
| 1.             | "Meltdown"                                              | 4:28  |
| 2.             | "Sign of Life"                                          | 3:40  |
| 3.             | "Werewolf"                                              | 3:32  |
| 4.             | "Porcelain"                                             | 3:36  |
| 5.             | "Slaughterhouse" (feat. Bryan Garris)                   | 4:23  |
| 6.             | "Masterpiece"                                           | 3:26  |
| 7.             | "Cause of Death"                                        | 4:03  |
| 8.             | "We Become the Night"                                   | 3:31  |
| 9.             | "Burned at Both Ends II"                                | 3:57  |
| 10.            | "B.F.B.T.G.: Corpse Nation" (feat. Lindsay Schoolcraft) | 3:34  |
| 11.            | "Cyberhex" (feat. Lindsay Schoolcraft)                  | 4:35  |
| 12.            | "Red, White & Boom" (feat. Caleb Shomo)                 | 3:18  |
| 13.            | "Scoring the End of the World" (feat. Mick Gordon)      | 3:48  |
| Celková délka: | Celková délka:                                          | 49:51 |

| Deluxe edice   | Deluxe edice                                 | Deluxe edice |
| Pořadí         | Název                                        | Délka        |
| -------------- | -------------------------------------------- | ------------ |
| 1.             | "Hollow Points"                              | 3:07         |
| 2.             | "Fool's Gold"                                | 3:53         |
| 3.             | "Timebomb" (STEOTW mix)                      | 3:44         |
| 4.             | "Porcelain: Ricky Motion Picture Collection" | 4:07         |
| Celková délka: | Celková délka:                               | 64:42        |

## Obsazení
Motionless in White
- Chris "Motionless" Cerulli – hlavní zpěv
- Ryan Sitkowski – sólová kytara
- Ricky "Horror" Olson – rytmická kytara, zpěv
- Justin Morrow – basová kytara, doprovodné vokály, zpěv
- Vinny Mauro – bicí

Ostatní hudebníci
- Bryan Garris – vokály (5)
- Lindsay Schoolcraft – vokály (10, 11)
- Caleb Shomo – vokály (12)
- Mick Gordon – nástroje, vokály (13)
- Tom Hane – nástroje (8, 12), vokály (8)
- Alyce Madden – vokály (1, 11)
- Steve Sopchak – vokály (3)
- Jonathan McLean – vokály (9)
- Ellie Mitchell – vokály (11, 13)